# Humanae Vitae
Humanae Vitae (лат. Humanae vitae tradendae munus gravissimum… — «Найважливіший дар передачі людського життя…») — енцикліка Папи Павла VI від 25 липня 1968 р., присвячена питанням про контроль над народжуваністю й викликала великий резонанс серед модерністів і ліберального прошарку віруючих. Зміст енцикліки перегукується з документом Пія XI Casti Connubii, енцикліка підтвердила традиційне церковне моральне вчення про святість життя. Вона під назвою «Регулювання народження» ще раз підтвердила вчення католицької церкви щодо подружньої любові, відповідального батьківства та відмови від штучної контрацепції.
«Humanae vitae» складається з трьох частин, яким передує короткий вступ. Перша частина містить постановку питання і міркування про компетентність учительства церкви. Питання по суті полягає у свободі людини, про набуття нею більш значної влади — над силами природи і над самим собою. Вирішення питання про те, чи настав час регулювання народження людським розумом і волею, як пояснила енцикліка, неможливе без звернення до морального вчення Церкви про шлюб — «вчення, заснованого на природному законі, освіченому і збагаченому Божественним Одкровенням». Енцикліка затвердила, що Церква має право тлумачити цей природний закон: «Нехай ніхто в Католицькій Церкві не говорить, що природний закон лежить за межами компетенції учительства Церкви. Безсумнівно, <…> що Ісус Христос, передавши Божественну владу Петрові та іншим апостолам, <…> поставив їх захисниками й тлумачами <…> не тільки закону Євангелія, але також природного закону, в якому проявляється воля Бога».
Друга частина енцикліки — доктринальна. Оскільки за церковним вченням шлюб — перш за все Таїнство, тобто його не можна вважати результатом еволюції або дії природних сил, це — «мудре і передбачливе встановлення Бога-Творця, чия мета — здійснення в людині свого задуму любові», яка «не обмежується спілкуванням між чоловіком і дружиною — їй уготовано продовження в створенні нових життів». З цього принципу випливає так зване «відповідальне батьківство», що становить невід'ємну частину будь-яких сімейних відносин, тому чоловік і дружина не має права «покладатися тільки на свою волю в передачі життя, але повинні узгоджувати свої дії з творчим наміром Бога…» Таким чином, єдиним правомірним способом регулювання народжуваності Церква стала офіційно вважати використання природних біологічних ритмів, тому що при цьому не відбувається насильства над природою. Завершено було цей документ главою пастирського змісту, адресованого віруючим, які бажають жити в злагоді з вченням про Таїнство шлюбу.